# رانوتسارا نورد
رانوتسارا نورد (به لاتین: Ranotsara Nord) یک منطقهٔ مسکونی در ماداگاسکار است که در Iakora واقع شده‌است.
 رانوتسارا نورد  ۱۴٬۰۰۰ نفر جمعیت دارد و ۶۳۵ متر بالاتر از سطح دریا واقع شده‌است.